# Južni ring jezici
Južni ring jezici (prije nazivana sjeverni ring jezici), jedna od četiri podskupine ring jezika iz Kameruna. Pripadaju joj četiri jezika kojim govori ukupno oko 108.000 ljudi. Prema ranijoj klasifikaciji nazivana je sjevernom ring skupinom.
Predstavnici su: bamunka [bvm] (31.000; 2008), kenswei nsei [ndb] (25.000; 2008), vengo [bav] (27.000; 2008) i wushi [bse] (25.000; 2008).
Zajedno s centralnom, istočnom i zapadnom podskupinom čine skupinu ring.

## Vanjske poveznice
- Ethnologue (14th)
- Ethnologue (15th)